# Rebecca Ejdervik
Rebecca Ejdervik (3 de septiembre de 1987) es una deportista sueca que compitió en natación.
Ganó dos medallas en el Campeonato Europeo de Natación en Piscina Corta, plata en 2006 y bronce en 2005.

## Palmarés internacional
| Campeonato Europeo en Piscina Corta | Campeonato Europeo en Piscina Corta | Campeonato Europeo en Piscina Corta | Campeonato Europeo en Piscina Corta |
| Año                                 | Lugar                               | Medalla                             | Prueba                              |
| ----------------------------------- | ----------------------------------- | ----------------------------------- | ----------------------------------- |
| 2005                                | Trieste (Italia)                    | Medalla de bronce                   | 4 × 50 m estilos                    |
| 2006                                | Helsinki (Finlandia)                | Medalla de plata                    | 4 × 50 m libre                      |